# Hogesnelheidstrein

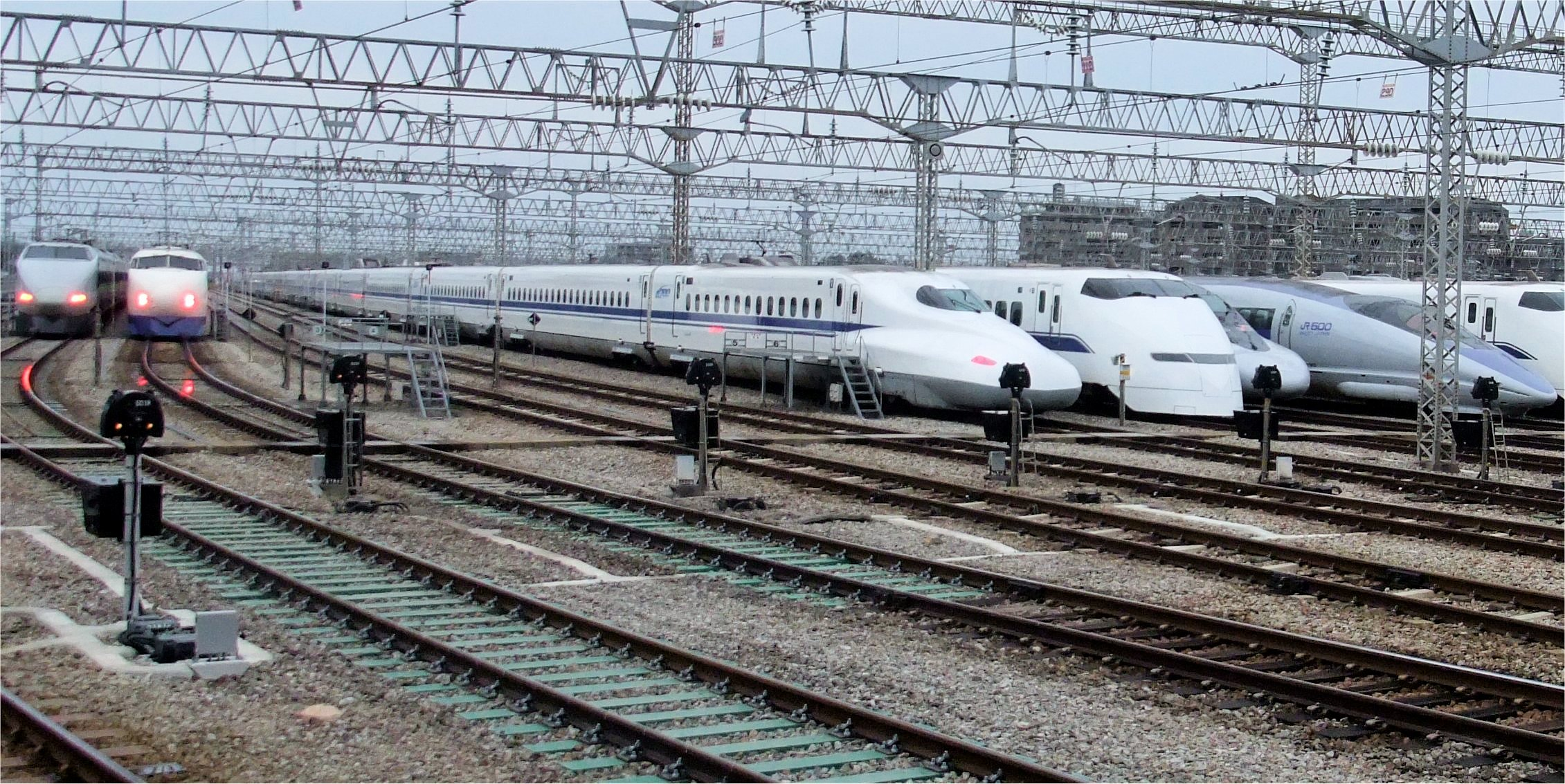
Shinkansen serie 0 ~ N700 (2008)

Een hogesnelheidstrein, afgekort hst, is een trein die geschikt is voor dienstsnelheden hoger dan 200 km/h. De topsnelheid van hogesnelheidstreinen ligt nog een stuk hoger; de Franse TGV heeft op 3 april 2007 een snelheidsrecord gevestigd van 574,8 km/h.
De meeste hogesnelheidstreinen rijden in dienstregeling 250-320 km/h, terwijl andere Europese Intercity-treinen snelheden halen van maximaal 130 tot 200 km/h.
Hogesnelheidstreinen halen hun hoge snelheden alleen op daarvoor bestemde hogesnelheidslijnen. Meestal gaat het om nieuw aangelegde lijnen; soms worden bestaande lijnen aangepast. In tegenstelling tot bijvoorbeeld een magneetzweeftrein, kan een hogesnelheidstrein ook op reguliere sporen rijden, zij het met aangepaste snelheid. Daardoor kunnen ze steden ontsluiten die niet direct aan een hogesnelheidslijn zitten.

## Soorten
Er zijn over de wereld diverse typen hogesnelheidstreinen. De belangrijkste soorten in Europa zijn:
De hogesnelheidstreinen in enge zin: treinen die speciaal ontworpen zijn om op hogesnelheidslijnen dienst te doen en daar de (commerciële) maximumsnelheid te rijden of te benaderen. Snelheden variëren van 250 tot 320 km/h.
- De door Alstom gebouwde Franse TGV's en daarvan afgeleide typen, waaronder de Thalys, en de S-100, de eerste generatie AVE (Spanje), de KTX (Korea) en de eerste generatie Eurostar-treinen (de laatste zijn ook gedeeltelijk door Britse fabrikanten gemaakt).
- De door Siemens gebouwde Duitse ICE's en de daarvan afgeleide Velaro, waaronder de S-103, de nieuwste generatie van de Spaanse AVE. En de tweede generatie Eurostartreinstellen.
- De Italiaanse ETR Frecciarossa-hogesnelheidstreinen zoals de ETR 500 en de FS ETR 1000.
- De Spaanse hogesnelheidstreinen van Talgo zoals de S-102.

Maar er kan ook in ruimere zin worden gesproken over hogesnelheidstreinen: er zijn veel tussenvormen (tussen een reguliere treindienst en de hierboven genoemde hogesnelheidstreinen) die incidenteel ook als semi-hogesnelheidstrein worden aangeduid. Snelheden kunnen variëren van 200 tot 250 km/h.
- Treinen die niet de maximale snelheid halen op de HSL maar ontworpen zijn voor de meer regionale treindiensten via een HSL. Voorbeelden hiervan zijn de Javelin, de V250 en de Intercity Nieuwe Generatie. Voor de Avant- en Alvia-treindiensten in Spanje worden de treintypes 104, 114, 120, 121 en 130 gebruikt.[3]
- Een andere tussenvorm zijn treinen die ontworpen zijn om op bestaande spoorlijnen te rijden die voor hogere snelheden zijn aangepast zoals de Railjet in Oostenrijk, of de oudere Intercity 125 in Groot-Brittannië met als benaming: de "High Speed Train".
- (Hogesnelheids-)kantelbaktreinen: treinen met een techniek, waardoor de wagenbakken in richting van de middelpuntzoekende kracht gekanteld worden. Hierdoor kan de trein met hogere snelheden dan normaal door krappe bogen rijden. Dit vindt alleen plaats op bestaande spoorlijnen aangezien HSL's zelf met ruime bogen worden aangelegd. Deze treinen zijn in Italië ontwikkeld en daar ook veel in gebruik (de zogenaamde Pendolino). De Zweedse X2000-treinen (Snabbtåg) van SJ AB, de Zweedse hogesnelheidstrein: ook deze is uitgevoerd met de kantelbaktechniek. Ook in het Verenigd Koninkrijk verzorgen kantelbaktreinen type "Class 390" tussen Londen en Glasgow diensten waarbij de maximumsnelheid op 200 km/h ligt.

Andere treinen kunnen overigens, op aangepaste bestaande baanvakken en mits ze niet te bochtig zijn, ook een snelheid van 200 km/h halen, dit geldt voor de Duitse Intercity (IC).
Buiten Europa kennen vooral China en Japan een uitgebreid netwerk van hogesnelheidstreinen. In Japan rijden de Shinkansen, tot 300 km/h. Het Chinese netwerk van hogesnelheidslijnen is meer dan 19 000 km lang. De treinen zijn in China ontwikkeld op basis van technologie van Alstom, Kawasaki (Shinkansen) en Bombardier. In het noordoosten van de VS rijdt de Acela, een kantelbaktrein die op een aangepaste spoorlijn snelheden haalt tot 240 km/h. In 2018 is in Florida Brightline gaan rijden, wat op termijn een hogesnelheidstrein moet worden.

## Geluid
Een hogesnelheidstrein hoeft met zijn wielen niet meer rolgeluid te produceren dan langzamere treinen. Doordat hij harder rijdt zal de geluidsproductie toch hoger zijn. Ook moeten de wielen van een hogesnelheidstrein vanwege het rijgedrag goed rond zijn. Vanaf snelheden van 200 kilometer per uur gaat het aerodynamisch geluid van een hogesnelheidstrein een belangrijke rol spelen. Dit geluid wordt vooral gegenereerd door de stroomafnemer die boven op het dak van de trein zit. Deze hoge geluidsbron maakt geluidsschermen langs de baan nodig, zodat de inpassing van dergelijke spoorlijnen in dichtbebouwde gebieden moeilijk is.

## Hogesnelheidslijnen
Een hogesnelheidslijn (hsl), is een spoorweg geschikt voor hogesnelheidstreinen met snelheden van meer dan 200 km/h. Deze spoorlijnen hebben grotere boogstralen dan andere.
Vaak gaat het om nieuw aangelegde lijnen; soms ook om aangepaste bestaande lijnen. Lange tijd was Frankrijk koploper in de aanleg van hogesnelheidslijnen, maar ondertussen werd het land voorbijgestoken door China. Sinds 2013 telt ook Spanje meer hogesnelheidslijnen dan Frankrijk. Duitsland kent een zestal echte hogesnelheidslijnen; België vier en Nederland één. Italië kende lange tijd één relatief lange lijn. Het Italiaanse netwerk is met een tweede lijn over de Povlakte uitgebreid. 
Vaak rijden hogesnelheidstreinen deels over een hsl en deels over het klassieke spoorwegennet. Zo rijden de Duitse ICE's in Nederland en in delen van Duitsland over conventioneel spoor.

## Magneetzweeftrein

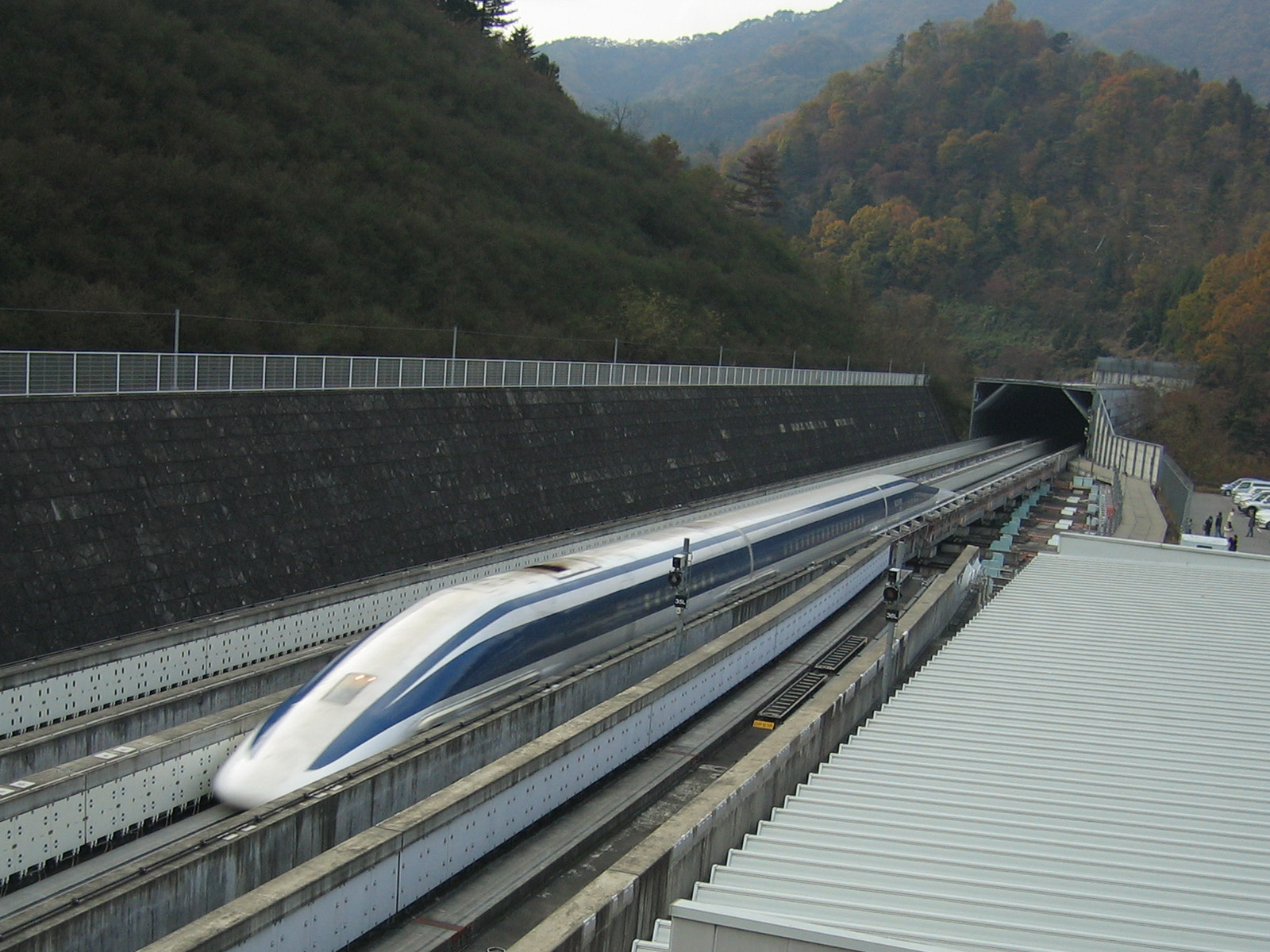
JR-Maglev MLX01-2 (2005)

Een alternatief voor de traditionele hogesnelheidstrein is de magneetzweeftrein, waarmee kruissnelheden van meer dan 500 km/h mogelijk zijn (tot potentieel 640 km/h in een vacuümgezogen tunnel). Het voertuig zweeft 10 millimeter boven de baan door middel van een magneetveld. De Shanghai Transrapid, de eerste en voorlopig enige hogesnelheidsmagneetzweeftrein in commerciële dienst ter wereld, haalt een maximumsnelheid tot 430 km/h. De hoogste snelheid (603 km/h) werd in 2015 door een magneetzweeftrein van Shinkansen op een testbaan gehaald.